# Ephippiochthonius pyrenaicus
Espèce
Synonymes
- Chthonius pyrenaicus Beier, 1934

Ephippiochthonius pyrenaicus est une espèce de pseudoscorpions de la famille des Chthoniidae.

## Distribution
Cette espèce se rencontre en France et en Espagne.

## Description
Les mâles mesurent de 0,99 à 1,05 mm et les femelles de 0,94 à 1,01 mm.

## Étymologie
Son nom d'espèce lui a été donné en référence au lieu de sa découverte, les Pyrénées.

## Publication originale
- Beier, 1934 : Neue cavernicole und subterrane Pseudoscorpione. Mitteilungen über Höhlen- und Karstforschung, vol. 1934, p. 53-59.